# Lucie Kaňková

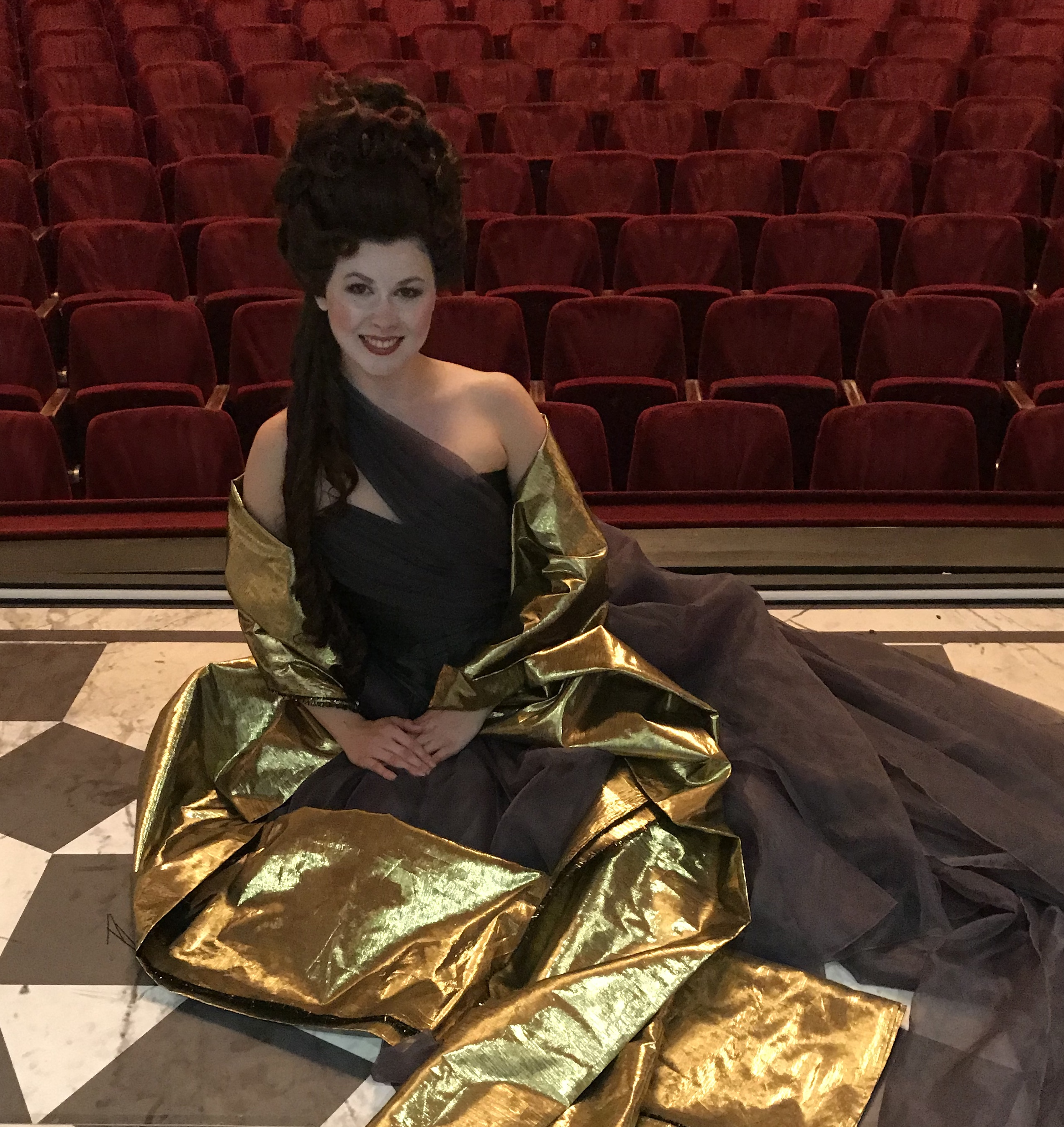
Lucie Kaňková jako Poppea v Korunovaci Poppey (L'incoronazione di Poppea) od Claudia Monteverdi.

Lucie Kaňková (* 22. ledna 1991, Praha) je česká operní pěvkyně-sopranistka. 

## Životopis

### Studium
Narodila se v hudební rodině Kaňků a Feldů, její otec Michal Kaňka je violoncellistou a pedagogem HAMU, matka Pavlína Kaňková je houslistkou. Již od čtyř let se učila hře na housle a na klavír. 
Jako dítě byla také několik let členkou Baletní přípravky Národního divadla a později se věnovala výuce společenských tanců.  Má jednu sestru, Veroniku Kaňkovou.
Po studiu na pražském Gymnáziu Jana Nerudy s hudebním zaměřením, absolvovala v roce 2012 pod vedením houslové pedagožky Dariny Zárubové Pražskou konzervatoř.
V roce 2013 nastoupila do Operního studia v Bielu (Švýcarsko). Pod vedením profesorky zpěvu, švýcarské sopranistky Barbary Locher, ukončila v roce 2016 magisterské studium (MA Spezialized Music Performance Oper) na Hochschule der Künste Bern. Od září 2016 studovala opět pod vedením prof. Barbary Locher na univerzitě v Lucernu  dvouletý magisterský sólistický studijní program Master of Arts Solo Performance, který zakončila koncertem v největší švýcarské hale Kultur- und Kongresszentrum Luzern s Lucernskou filharmonií.
Od roku 2017 studuje na pražské HAMU doktorandský program Interpretace a teorie interpretace ve spolupráci s muzikologem, hudebním redaktorem a publicistou PhDr. Ivanem Rumlem. 

### Profesní kariéra
Švýcarský hudební skladatel Mathias Spohr nabídl Kaňkové již v roce 2010 hlavní roli Miesmies v jeho moderní opeře Spiegel das Kätzchen (námět Paul Burkard), kterou připravoval ve spolupráci s Pražskou konzervatoří, kde Lucie Kaňková v té době studovala hru na housle. Opera se hrála v Praze a v mnoha divadlech ve Švýcarsku (Wintherthur, Langenthal, Zürich Rigiblick). V roce 2013 se do Švýcarska vrátila za účelem studia. 
V sezóně 2014/15 byla angažována v Theater Biel-Solothurn (Švýcarsko).
Od roku 2014 je také oficiální sólistkou švýcarského Ensemble Vocal de Genève a Orchestre de Lancy-Genève. 
Kromě opery se věnuje také operetě (např. Adéla ze Straussova Netopýra) a sakrální hudbě. 
Střídavě působí v Čechách, a ve Švýcarsku a v dalších evropských státech.
Nadále spolupracuje s prof. Barbarou Locher a také s Gabrielou Beňačkovou. 

## Ocenění
- 2015 druhé místo v absolutním pořadí žen v mezinárodní operetní soutěži Nico Dostala v Korneuburgu u Vídně
- 2015 druhé místo v kategorii Junior a dalších 5 ocenění v Mezinárodní pěvecké soutěži Antonína Dvořáka v Karlových Varech
- 2016 první místo v kategorii Opera a 8 dalších ocenění v Mezinárodní pěvecké soutěži Antonína Dvořáka v Karlových Varech
- 2017 druhé místo v soutěži American International Czech & Slovak Voice Competition v USA a rovněž speciální kanadská cena za interpretaci
- 2017 druhé místo v soutěži Nadace Bohuslava Martinů v Praze s cenou za nejlepší interpretaci díla B. Martinů a dalšími zvláštními cenami
- 2019 třetí místo v mezinárodní soutěži Bologna International Vocal Competition v Itálii [4]
- 2019 vítězka soutěže International Casting Competition Opernspiele Munot ve Švýcarsku
- 2020 IFAC HANDA Australian Singing Competition – Audience Prize
- 2021 vítězka online operní soutěže Nomea Competition [8]
- 2022 vítězka soutěže Mimas Music Festival v Itálii (v kategorii profesionálních zpěváků pro umělce od 31 do 38 let) [9]

## Operní repertoár, výběr
- Bohuslav Martinů: Ariadne (role: Ariadne)
- W. A. Mozart: Kouzelná flétna (Královna noci); Figarova svatba (Susanna)
- Giuseppe Verdi: La Traviata (Violetta Valéry); Rigoletto (Gilda)
- Carl Maria von Weber: Čarostřelec (Anička)
- Georg Friedrich Händel : Ottone (Teofane)
- Gaetano Donizetti: Viva la mama (Luigia)
- Mathias Spohr: Spiegel das Kätzchen (Miesmies)
- Giovanni Paisiello: La Frascanata (Violante)
- Claudio Monteverdi: Korunovace Poppey (Poppea, Veletto, Damigella, Drusilla)
- Karl Ditters von Dittersdorf: Il Tribunale di Giove (Il Tempo, La Fortuna)
- Antonín Dvořák: Rusalka (Kuchtík)

## Provedení operních rolí v ČR, výběr
- 2018 Mozartovy narozeniny 2018 (koncert z Mozartových děl), Fiordiligi, Zaide, Blonda, Stavovské divadlo [1]
- 2019 Karl Ditters von Dittersdorf: Il Tribunale di Giove, role: Čas, Štěstěna, festival Hortus Magicus v Kroměříži
- 2019 Carl Maria von Weber: Čarostřelec, Anička, Slezské divadlo Opava, režie Lubor Cukr
- 2019 Karl Ditters von Dittersdorf: Il Tribunale di Giove, role: Čas, Štěstěna, Olomoucké barokní slavnosti, režie Tomáš Hanzlík
- 2019 Giuseppe Verdi: La Traviata (Zbloudilá), Alfréda, Violetta, Slezské divadlo Opava, režie Jana Andělová Pletichová
- 2020 W. A. Mozart: Figarova svatba, Zuzanka, Slezské divadlo Opava, režie Jana Andělová Pletichová [10]
- 2020 Claudio Monteverdi: Korunovace Poppey, titul. role – Poppea, Divadlo J. K. Tyla v Plzni, režie Tomáš Ondřej Pilař
- 2021 W. A. Mozart: Kouzelná flétna, Královna noci, Národní divadlo/Stavovské divadlo, režie Vladimír Morávek
- 2022 Giuseppe Verdi: Rigoletto, Gilda, Slezské divadlo Opava, režie Jana Andělová Pletichová

## Zahraniční vystoupení, výběr
V sezóně 2014/2015 absolvovala téměř padesát vystoupení v různých švýcarských divadlech (např. v Theater Biel-Solothurn, Visp, Schaffhausen, Vevey, Thun, Burgdorf, Vernier, Langenthal, Wintherthur, aj.) V roce 2016 inscenovala svůj vlastní operní projekt Ariadne od Bohuslava Martinů, ve kterém ztvárnila hlavní roli Ariadny ve švýcarském Bielu a Baselu. 
- 2014 Antonín Dvořák: Rusalka, Kuchtík, Theater Biel-Solothurn (Švýcarsko)
- 2015 Gaetano Donizetti: Viva la mama, Luigia, Theater Biel-Solothurn (Švýcarsko)
- 2016 G. F. Händel: Ottone, Teofane, Theater Biel-Solothurn (Švýcarsko)
- 2016 Bohuslav Martinů: Ariadne, titul. role, Theater Biel-Solothurn (Švýcarsko)
- 2018 Bohuslav Martinů: Ariadne, titul. role, Deutsche Oper am Rhein (Německo)
- 2020 W. A. Mozart: Kouzelná flétna, Královna noci, Opernspiele Munot (Švýcarsko)
- 2021 Giuseppe Verdi: La traviata, Violetta Valery, Național de Operă și Balet Maria Bieșu, Kišiněv, Moldavsko, režie Amalia Judea [11]
- 2022 Giuseppe Verdi: Rigoletto, Gilda, Opéra royal de Wallonie, Liège (Belgie)